# Чернієнко Георгій Георгійович
Гео́ргій Гео́ргійович Черніє́нко (нар. 25 грудня 1907 — 17 лютого 1982) — радянський військово-морський льотчик, Герой Радянського Союзу (1943).

## Життєпис
Народився 25 грудня 1907 року в місті Тирасполь (нині Молдова). Українець. Освіта середня.
У Збройних силах з 1929 року. Закінчив у 1932 році 1-шу військову школу пілотів. Служив у Білоруському ВО, з 1939 року в ВПС Чорноморського флоту.
У боях німецько-радянської війни з 1941 року. Командир ескадрильї 5-го гвардійського мінно-торпедного авіаційного полку (1-а мінно-торпедна авіаційна дивізія, ВПС Чорноморського флоту) гвардії майор Чернієнко до червня 1943 року здійснив 152 бойових вильоти. Його ескадрилья знищила 6 торпедних катери, 3 самохідні баржі, 35 літаків на аеродромах противника.
В 1945 році закінчив Вищі офіцерські курси ВПС ВМФ.
З 1955 року полковник Георгій Георгійович Чернієнко у запасі. Жив у Одесі. Помер 17 лютого 1982 року.

## Нагороди
24 липня 1943 року гвардії майору Георгію Георгійовичу Чернієнку присвоєно звання Героя Радянського Союзу.
Також нагороджений:
- 2-ма орденами Леніна
- 3-ма орденами Червоного Прапора
- орденом Нахімова ІІ ступеня
- орденом Червоної Зірки
- медалями